# Manzini
Manzini is een van de grootste steden van Swaziland en is de hoofdplaats van het gelijknamige district. Volgens bevolkingstellingen uit 2004 telde Manzini op dat moment 73.000 inwoners. De stad, die tot 1960 bekendstond als Bremersdorp, is het belangrijkste industriële centrum van het Afrikaanse land.
Vanaf 1890 was Manzini een koloniaal hoofdkwartier voor de Britten en Afrikaners, tot het in 1902 tijdens de Tweede Boerenoorlog grotendeels werd verwoest; de administratieve eenheden werden vervolgens overgeheveld naar het nabijgelegen Mbabane.
De stad ligt op een kleine afstand van de luchthaven Matsapha, een van de twee vliegvelden van het land. Vanwege de ligging wordt het gezien als het infrastructurele middelpunt van Swaziland.

## Stedenband
- Keighley (West Yorkshire)